# Malthodes ganglbaueri
Malthodes ganglbaueri is een keversoort uit de familie soldaatjes (Cantharidae). De wetenschappelijke naam van de soort werd in 1905 gepubliceerd door Fiori.